# كاسيانو سيبيديس
كاسيانو سيبيديس (بالإسبانية: Casiano Céspedes)‏ مواليد 1924 في باراغواي، هو لاعب كرة قدم باراغواياني. يلعب في مركز الدفاع. سبق له أن لعب في كأس العالم لكرة القدم مع منتخب بلاده في بطولة عام 1950.

## المسيرة الاحترافية

### أندية لعب لها
- أوليمبيا أسونسيون

## روابط خارجية
- كاسيانو سيبيديس على موقع الاتحاد الدولي (مؤرشف)  (الإنجليزية)
- كاسيانو سيبيديس على موقع قاعدة بيانات كرة القدم.إي يو (الإنجليزية)
- كاسيانو سيبيديس على موقع ناشيونال فوتبول تيمز (الإنجليزية)
- كاسيانو سيبيديس على موقع Soccerway.com (الإنجليزية)
- كاسيانو سيبيديس على موقع عالم كرة القدم.نت (الإنجليزية)